# Touch (manga)
Touch (jap. タッチ Tatchi) – manga autorstwa Mitsuru Adachiego, publikowana na łamach magazynu „Shūkan Shōnen Sunday” wydawnictwa Shōgakukan w latach 1981–1986. Całość została zebrana w 26 tomach.
Na podstawie mangi powstał telewizyjny serial anime, trzy kinowe filmy kompilacyjne podsumowujące serial, a także dwa odcinki specjalne, dziejące się po wydarzeniach z serii telewizyjnej.
W 1987 roku premierę miała TV drama, będąca 84-minutowym odcinkiem specjalnym, a w 2005 roku wydany został film live action.

## Fabuła
Touch opowiada historię braci bliźniaków, Tatsuyi i Kazuyi Uesugiach, oraz ich przyjaciółki z dzieciństwa i sąsiadki, Minami Asakury. Tatsuya, naturalnie utalentowany sportowiec, którego zdolności przewyższają umiejętności Kazuyi, zawsze pozwalał swojemu pracowitemu młodszemu bratu być w centrum uwagi. Jednak gdy cała trójka zbliża się do rozpoczęcia liceum, Tatsuya zaczyna zdawać sobie sprawę, że nie chce stracić Minami na rzecz swojego brata. Kiedy Kazuya ulega wypadkowi w przeddzień finałowego meczu regionalnego turnieju baseballu, Tatsuya przejmuje jego rolę jako miotacz i wykorzystuje swój talent, aby spełnić marzenie Minami – doprowadzić drużynę do Kōshien.

## Bohaterowie
- Tatsuya Uesugi (jap. 上杉 達也 Uesugi Tatsuya)

Seiyū: Yūji Mitsuya 
- Kazuya Uesugi (jap. 上杉 和也 Uesugi Kazuya)

Seiyū: Keiichi Nanba 
- Minami Asakura (jap. 浅倉 南 Asakura Minami)

Seiyū: Noriko Hidaka 
- Shingo Uesugi (jap. 上杉 信悟 Uesugi Shingo)

Seiyū: Shigeru Chiba 
- Haruko Uesugi (jap. 上杉 晴子 Uesugi Haruko)

Seiyū: Kazue Komiya 
- Punch (jap. パンチ Panchi)

Seiyū: Shigeru Chiba 
- Toshio Asakura (jap. 浅倉 俊夫 Asakura Toshio)

Seiyū: Hiroshi Masuoka 
- Kōtarō Matsudaira (jap. 松平 孝太郎 Matsudaira Kōtarō)

Seiyū: Hayashiya Shōzō IX 
- Shōhei Harada (jap. 原田 正平 Harada Shōhei)

Seiyū: Banjō Ginga 
- Akio Nitta (jap. 新田 明男 Nitta Akio)

Seiyū: Kazuhiko Inoue 
- Yuka Nitta (jap. 新田 由加 Nitta Yuka)

Seiyū: Miina Tominaga 
- Isami Nishimura (jap. 西村 勇 Nishimura Isami)

Seiyū: Ryūsei Nakao 
- Shigenori Nishio (jap. 西尾 茂則 Nishio Shigenori)

Seiyū: Kōichi Kitamura 
- Eijirō Kashiwaba (jap. 柏葉 英二郎 Kashiwaba Eijirō)

Seiyū: Hideyuki Tanaka 
- Sachiko Nishio (jap. 西尾 佐知子 Nishio Sachiko)

Seiyū: Hiromi Tsuru 
- Takeshi Kuroki (jap. 黒木 武 Kuroki Takeshi)

Seiyū: Kaneto Shiozawa 
- Takeshi Yoshida (jap. 吉田 剛 Yoshida Takeshi)

Seiyū: Yoku Shioya, Ryō Horikawa 
- Sakata (jap. 坂田)

Seiyū: Minoru Inaba 
- Eiichirō Kashiwaba (jap. 柏葉 英一郎 Kashiwaba Eiichirō)

Seiyū: Kenji Utsumi, Jun’ichi Kanemaru (uczeń drugiego roku) 

## Manga
Seria była publikowana w magazynie „Shūkan Shōnen Sunday” wydawnictwa Shōgakukan od 5 sierpnia 1981 do 12 października 1986. Opublikowane rozdziały zostały zebrane w 26 tankōbonach, wydawanych od 15 grudnia 1981 do stycznia 1987.
| Nr | Data wydania (język japoński) | ISBN (język japoński) |
| -- | ----------------------------- | --------------------- |
| 1  | 15 grudnia 1981               | ISBN 4-09-120651-4    |
| 2  | 15 marca 1982                 | ISBN 4-09-120652-2    |
| 3  | 15 lipca 1982                 | ISBN 4-09-120653-0    |
| 4  | 15 października 1982          | ISBN 4-09-120654-9    |
| 5  | 15 kwietnia 1983              | ISBN 4-09-120655-7    |
| 6  | 15 maja 1983                  | ISBN 4-09-120656-5    |
| 7  | 15 lipca 1983                 | ISBN 4-09-120657-3    |
| 8  | 15 września 1983              | ISBN 4-09-120658-1    |
| 9  | 15 grudnia 1983               | ISBN 4-09-120659-X    |
| 10 | 15 maja 1984                  | ISBN 4-09-120660-3    |
| 11 | 15 lipca 1984                 | ISBN 4-09-121131-3    |
| 12 | 15 września 1984              | ISBN 4-09-121132-1    |
| 13 | 15 listopada 1984             | ISBN 4-09-121133-X    |
| 14 | 15 grudnia 1984               | ISBN 4-09-121134-8    |
| 15 | styczeń 1985                  | ISBN 4-09-121135-6    |
| 16 | kwiecień 1985                 | ISBN 4-09-121136-4    |
| 17 | czerwiec 1985                 | ISBN 4-09-121137-2    |
| 18 | wrzesień 1985                 | ISBN 4-09-121138-0    |
| 19 | październik 1985              | ISBN 4-09-121139-9    |
| 20 | grudzień 1985                 | ISBN 4-09-121140-2    |
| 21 | kwiecień 1964                 | ISBN 4-09-121451-7    |
| 22 | maj 1986                      | ISBN 4-09-121452-5    |
| 23 | sierpień 1986                 | ISBN 4-09-121453-3    |
| 24 | październik 1986              | ISBN 4-09-121454-1    |
| 25 | listopad 1986                 | ISBN 4-09-121455-X    |
| 26 | styczeń 1987                  | ISBN 4-09-121456-8    |

## Anime
Serial anime Touch miał premierę 24 marca 1985 i był emitowany na antenie Fuji TV do 22 marca 1987, licząc łącznie 101 odcinków. Za animację odpowiadało studio Group TAC. Był to jeden z najwyżej ocenianych seriali anime w historii Japonii – niektóre odcinki osiągały wyniki oglądalności przekraczające 30%.

### Filmy kinowe
Powstały trzy filmy kompilacyjne przedstawiające skróconą wersję serialu telewizyjnego. Pierwszy z nich, zatytułowany Touch: Sebangō no mai Ace (jap. タッチ 背番号のないエース), został wydany w Japonii 12 kwietnia 1986 jako podwójny seans z filmem Take It Easy. Za dystrybucję odpowiadało Tōhō. Reżyserem był Gisaburō Sugii, scenariusz napisali Yūjin Harada, Satoshi Namiki i Sugii, a muzykę skomponował Hiroaki Serizawa. Motywem przewodnim jest „Sebangō no nai Ace” (jap. 背番号のないエース), końcowym zaś „Glass no teenage” (jap. ガラスの青春). Oba utwory zostały zaśpiewane przez duet popowy Rough & Ready i skomponowane przez Serizawę.
Drugi film, Touch 2: Sayonara no okurimono (jap. タッチ2 さよならの贈り物), został wydany przez Tōhō 13 grudnia 1986 jako podwójny seans z filmem Koisuru onnatachi. Za reżyserię odpowiadał Hiroko Tokita, scenariusz napisała Tomoko Konbaru, a muzykę skomponował Hiroaki Serizawa. Motywem przewodnim jest „Sayonara no okurimono” (jap. さよならの贈り物), natomiast końcowym „Kishibe no Photograph” (jap. 岸辺のフォトグラフ). Oba utwory wykonuje zespół Bread & Butter.
Ostatni film z trylogii, Touch 3: Kimi ga tōri sugita ato ni (jap. タッチ3 君が通り過ぎたあとに -DON'T PASS ME BY-), został wydany w japońskich kinach przez Tōhō 11 kwietnia 1987 jako podwójny seans z filmem Itoshi no Eri. Film został wyreżyserowany przez Gisaburō Sugiiego, a scenariusz napisali Yumiko Takahashi i Sugii. Muzykę skomponował Hiroaki Serizawa. Motywem przewodnim jest „Kimi ga tōri sugita ato ni -Don’t Pass Me By-” (jap. 君が通り過ぎたあとに -Don’t Pass Me By-), natomiast końcowym „For the Brand-New Dream”. Oba utwory zostały wykonane przez zespół The Alfee.

### Odcinki specjalne
Wyprodukowano dwa odcinki specjalne, będące kontynuacją serialu telewizyjnego. Pierwszy, Touch: Miss Lonely Yesterday – Are kara, kimi wa... (jap. タッチ Miss Lonely Yesterday あれから君は…), został wyemitowany w ramach bloku Friday Roadshow na kanale Nippon TV 11 grudnia 1998. Za reżyserię i scenorysy odpowiadał Akinori Nagaoka, scenariusz napisała Tomoko Konparu, a muzykę ponownie skomponował Serizawa. Motywem otwierającym było „Touch (Friday Night Version)” (jap. タッチ（フライデーナイト・バージョン）) w wykonaniu Natsumi Sawai i Quick-Times, natomiast końcowym „Hi Hi High” autorstwa Sachiko Kumagai.
Drugi odcinek specjalny, Touch: Cross Road – Kaze no yukue (jap. タッチ CROSS ROAD〜風のゆくえ〜), został wyemitowany w tym samym bloku 9 lutego 2001. Reżyserem ponownie był Nagaoka, scenariusz napisali Konparu i Sugii, a muzykę skomponował Serizawa. Piosenkę przewodnią, „Kaze no yukue” (jap. 風のゆくえ), wykonał Satoru Sakamoto, najbardziej znany jako producent grupy Dorothy Little Happy.

## Live action

### TV drama
1 czerwca 1987 na antenie Fuji TV wyemitowano TV dramę, będącą 84-minutowym odcinkiem specjalnym. Za reżyserię odpowiadał Yoshiharu Ueki, a za scenariusz Satoshi Kurumi.

### Film
10 września 2005 premierę miał film live action. Za reżyserię na podstawie scenariusza Yukiko Yamamuro odpowiadał Isshin Inudō. Keita Saitō wcielił się w rolę Kazuyi Uesugiego, Masami Nagasawa zagrała Minami Asakurę, a Shōta Saitō wystąpił jako Tatsuya Uesugi.

## Odbiór
Manga rozeszła się w nakładzie ponad 100 milionów egzemplarzy.
W 1983 roku seria otrzymała nagrodę Shōgakukan Manga w kategoriach shōnen i shōjo.